# روكي اولسين
روكي اولسين (بالإسبانية: Roque Olsen)‏ لاعب ومدرب كرة قدم أرجنتيني ولد عام 1925 لعب لنادي ريال مدريد  الإسباني بين اعوام 1950 حتى 1957 إضافة لأندينة أخرى كنادي راسينج كلوب الأرجنتيني، بعد اعتزالة اللعب درب عدة اندية أهمها نادي برشلونة  خلال عامي 65- 67، قاد الفريق للفوز ببطولة كأس المعارض الأوروبية عام 1966، أضافة لتدريبة اندية أخرى كديفورتيفو وسرقسطة واشبيلية.

## روابط خارجية
- روكي اولسين على موقع قاعدة بيانات كرة القدم.إي يو (الإنجليزية)
- روكي اولسين على موقع عالم كرة القدم.نت (الإنجليزية)